# Kalanaur, Haryana
Kalānaur är en ort i Indien.   Den ligger i distriktet Rohtak och delstaten Haryana, i den norra delen av landet, 80 km väster om huvudstaden New Delhi. Kalānaur ligger 227 meter över havet och antalet invånare är 17 725.
Terrängen runt Kalānaur är mycket platt. Runt Kalānaur är det tätbefolkat, med 659 invånare per kvadratkilometer. Närmaste större samhälle är Maham, 18,4 km nordväst om Kalānaur. Trakten runt Kalānaur består till största delen av jordbruksmark.